# Alawiya Sobh
Alawiya Sobh (Langue arabe : علوية صبح), née en 1955 à Beyrouth, est une journaliste et romancière libanaise.

## Biographie
Née à Beyrouth en 1955, au sein d’une famille chiite, elle étudie l'anglais et la littérature arabe à l'université libanaise.
Diplômée en 1978, elle poursuit une carrière dans l’enseignement puis dans le journalisme. Elle commence à publier des articles et des nouvelles, d'abord dans le journal An-Nida et ensuite dans An Nahar. Après avoir été rédactrice culturelle, elle devient rédactrice en chef de Al-Hasnaa, un magazine féminin arabe populaire, en 1986. Au début des années 1990, elle est rédactrice en chef du magazine féminin Snob Al-Hasnaa.
Paru en 2002, son roman Maryam al-hakaya (traduit dans l’édition française, chez Gallimard, en 2007, par Maryam ou le passé décomposé) est l’œuvre qui lui a permis d’acquérir une grande notoriété, même si l’ouvrage a été interdit et retiré des stands du Salon du livre du Caire, cette année-là,. Ce roman relate, de façon violente et quelquefois cocasse, le parcours de trois générations de femmes dans le Sud du Liban, des histoires de viols, de mariages forcés, de répudiations, de soumission, mais relate aussi leurs plaisirs et leurs désirs. « Je ne me suis fixée aucune limite dans le langage », explique-t-elle, « car la sexualité est un révélateur de la réalité. C'est par là qu'on appréhende mes personnages. C'est aussi pour moi une manière de me réapproprier le discours sur le corps féminin trop longtemps confisqué par les hommes. »,.
Le travail d’Alawiya Sobh a été salué par la critique dans de nombreux pays et de nombreux journaux et magazines, comme L'Orient littéraire , Le Monde, L’Express, Banipal, El Watan, etc.,,,,.
Elle participe en 2007 au festival littéraire Les Belles Étrangères organisé en France par le Centre national du livre.
En 2009, elle fait partie du jury du concours Beirut39,.

## Principaux romans
- مريم الحكايا 2002م . Maryam al-hakaya , traduit et édité en français par Gallimard en 2007 sous le titre Maryam ou le Passé décomposé.
- دنيا، 2006م . Dunya (La Vie).
- اسمه الغرام، 2009م. Ismuhu al-ġarām (Son nom est passion).